# Аль-Вахда (футбольний клуб, Мекка)
Саудівський клуб «Аль-Вахда» або просто «Аль-Вахда» араб. نادي الوحدة السعودي — саудівський футбольний клуб з міста Мекка, який виступає в Саудівській Прем'єр-лізі. Заснований у 1945 році. Домашні матчі проводить на стадіоні ім. короля Абдель Азіза (названому в честь короля Абдель Азіза ібн Сауда), який вміщає 38 000 глядачів і розташований у місті Мекка. Протягом своєї історії клуб двічі вигравав Кубок короля (в тому числі і найперший в історії розіграш цього кубку в 1957 році) і один раз Кубок наслідного принца, крім цього, 5 разів ставав фіналістом Кубку короля та 4 рази фіналістом Кубку наслідного принца.

## Назва
Назва клубу «Аль-Вахда» (араб. الوحدة) українською перекладається як «єдність» і є досить популярним найменуванням для різних клубів в арабському світі.

## Клубні кольори
| Червоний | Білий |

## Історія
Клуб був заснований у 1945 році. Першого серйозного успіху домігся в 1957 році, ставши володарем першого в історії Кубку короля Саудівської Аравії, потім 4 роки поспіль доходив до фіналу цього кубку, а в 1966 році виграв його вдруге. Останнім (на даний момент) значним досягненням клубу став вихід у фінал Кубку наслідного принца Саудівської Аравії аж в 1973 році.

## Досягнення
- Саудівська Прем'єр-ліга:
  -  Бронзовий призер (1): 2006/07

- Перший дивізіон чемпіонату Саудівської Аравії
  -  Чемпіон (4): 1982/83, 1995/96, 2002/03, 2017/18
  -  Срібний призер (2): 2011/12, 2014/15

- Королівський кубок Саудівської Аравії:
  -  Володар (2): 1956/57, 1965/66
  -  Фіналіст (6): 1957/58, 1958/59, 1959/60, 1960/61, 1969/70, 2022/23

- Кубок наслідного принца Саудівської Аравії:
  -  Володар (1): 1959/60
  -  Фіналіст (5): 1958/59, 1963/64, 1969/70, 1972/73, 2010/11

## Статистика виступів у національних турнірах
| Сезон   | Дивізіон     | Місце   | Кубок |
| ------- | ------------ | ------- | ----- |
| 1976/77 | Прем'єр-ліга | 5-те    |       |
| 1977/78 | Прем'єр-ліга | 8-ме    |       |
| 1978/79 | Прем'єр-ліга | 8-ме    |       |
| 1979/80 | Прем'єр-ліга | 9-те    |       |
| 1980/81 | 1ª           |         |       |
| 1981/82 | Прем'єр-ліга | 8-ме(А) |       |
| 1982/83 | 1ª           |         |       |
| 1983/84 | Прем'єр-ліга | 8-ме    |       |
| 1984/85 | Прем'єр-ліга | 10-те   |       |
| 1985/86 | Прем'єр-ліга | 4-те    |       |
| 1986/87 | Прем'єр-ліга | 8-ме    |       |
| 1987/88 | Прем'єр-ліга | 9-те    |       |
| 1988/89 | Прем'єр-ліга | 10-те   |       |
| 1989/90 | Прем'єр-ліга | 9-те    |       |
| 1990/91 | Прем'єр-ліга | 10-те   |       |
| 1991/92 | Прем'єр-ліга | 9-те    |       |
| 1992/93 | Прем'єр-ліга | 10-те   |       |
| 1993/94 | Прем'єр-ліга | 8-ме    |       |
| 1994/95 | Прем'єр-ліга | 11-те   |       |

| Сезон   | Дивізіон     | Місце | Кубок |
| ------- | ------------ | ----- | ----- |
| 1995/96 | 1ª           |       |       |
| 1996/97 | Прем'єр-ліга | 8-ме  |       |
| 1997/98 | Прем'єр-ліга | 8-ме  |       |
| 1998/99 | Прем'єр-ліга | 10-те |       |
| 1999/00 | Прем'єр-ліга | 8-ме  |       |
| 2000/01 | Прем'єр-ліга | 9-те  |       |
| 2001/02 | Прем'єр-ліга | 11-те |       |
| 2002/03 | 1ª           | 1-ше  |       |
| 2003/04 | Прем'єр-ліга | 8-ме  |       |
| 2004/05 | Прем'єр-ліга | 6-те  |       |
| 2005/06 | Прем'єр-ліга | 9-те  |       |
| 2006/07 | Прем'єр-ліга | 3-тє  |       |
| 2007/08 | Прем'єр-ліга | 5-те  |       |
| 2008/09 | Прем'єр-ліга | 7-ме  |       |
| 2009/10 | Прем'єр-ліга | 5-те  |       |
| 2010/11 | Прем'єр-ліга | 12-те |       |
| 2011/12 | 1ª           | 2-ге  |       |
| 2012/13 | Прем'єр-ліга |       |       |

## Відомі гравці
- Саїд Касін
- Абдулла Куає
- Віллінсон Регза
- Олоф Сігніріс
- Рафік Абдессамад
- Коджові Віллмотс
- Лукаш Гикевич
- Михайло Добрачов
- Межді Трав'ї
- Азамат Абдураїмов
- Рухолла Казминов
- Ахмад Шарбіні
- Аррі Злабран

## Відомі тренери
- Жан Фернандес (1997)
- Євген Молдован (1999–00)
- Зоран Джорджевич (2002–04)
- Іву Ардаїш Вортманн (2007–08)
- Хайреддін Мадуї (2015–)